# Скородное (Курская область)
Скородное — село в Большесолдатском районе Курской области. Входит в Любастанский сельсовет.

## География
Село находится на берегу реки Скородная, в 58 километрах к юго-западу от Курска, в 7 км к востоку от районного центра — села Большое Солдатское, в 10 км от центра сельсовета — села Любостань.

### Улицы
В селе расположены следующие улицы: Алпеевка, Баздаревка, Бирюковка, Бугор, Выгонка, Грязновка, Кавалевка, Катеневка, Нарыковка, Новосёловка, Самсоновка, Сибилевка, Сиверка, Ханинка, Хутор.

### Климат
В селе Скородное умеренный (влажный) континентальный климат без сухого сезона с тёплым летом (Dfb в классификации Кёппена).
| Показатель                                                                  | Янв. | Фев. | Март | Апр. | Май  | Июнь | Июль | Авг. | Сен. | Окт. | Нояб. | Дек. | Год  |
| --------------------------------------------------------------------------- | ---- | ---- | ---- | ---- | ---- | ---- | ---- | ---- | ---- | ---- | ----- | ---- | ---- |
| Средний суточный максимум, °C                                               | −3,9 | −2,8 | 3,2  | 13,1 | 19,4 | 22,7 | 25,2 | 24,7 | 18,3 | 10,7 | 3,6   | −1   | 11,1 |
| Средняя температура, °C                                                     | −5,9 | −5,4 | −0,5 | 8,3  | 14,8 | 18,4 | 20,9 | 20   | 14,1 | 7,4  | 1,4   | −3   | 7,5  |
| Средний суточный минимум, °C                                                | −8,4 | −8,5 | −4,6 | 2,8  | 9,1  | 13,1 | 15,8 | 14,9 | 9,8  | 4    | −1    | −5,1 | 3,5  |
| Норма осадков, мм                                                           | 51   | 43   | 48   | 49   | 62   | 67   | 71   | 51   | 55   | 55   | 46    | 49   | 647  |
| Источник: Погода по месяцам c ru.climate-data.org(дата обращения: Май 2021) |      |      |      |      |      |      |      |      |      |      |       |      |      |

## Население
| 2002 | 2010 |
| ---- | ---- |
| 604  | ↘476 |

## Транспорт
Скородное находится в 4 км oт автодороги регионального значения 38К-004 (Дьяконово — Суджа — граница с Украиной), на автодороге межмуниципального значения 38Н-091 (38К-004 — Любостань — Леоновка), в 27 км от ближайшей ж/д станции Сосновый Бор (линия Льгов I — Подкосылев).